# Telostylus decemnotatus
Telostylus decemnotatus är en tvåvingeart som beskrevs av Friedrich Georg Hendel 1913. Telostylus decemnotatus ingår i släktet Telostylus och familjen Neriidae.
Artens utbredningsområde är Taiwan. Inga underarter finns listade i Catalogue of Life.